# 한국광고홍보학회
한국광고홍보학회는 광고와 관련된 사회과학적 연구 및 소비자 교육을 통한 건전한 광고문화 창달을 목적으로 1998년 8월 31일 설립된 대한민국 문화체육관광부 소관의 사단법인이다. 사무실은 서울특별시 송파구 신천동 7-11 한국광고문화회관(우: 138-921)에 있다.

## 주요 사업
- 정기학술 세미나 개최
- 학회지 및 관련 학술도서 발간
- 초, 중, 고등학생 대상 광고교육 및 교재 개발
- 소비자 대상 광고교육 실시
- 국내외 관련 단체와 교류